# Gnathophis musteliceps
Gnathophis musteliceps és una espècie de peix pertanyent a la família dels còngrids.

## Hàbitat
És un peix marí i batidemersal que viu entre 265 i 457 m de fondària.

## Distribució geogràfica
Es troba a l'Índic occidental: la badia de Bengala.

## Observacions
És inofensiu per als humans.